# Wen Xiaoyan
Wen Xiaoyan (Yiyang, 11 novembre 1978) è un'atleta paralimpica cinese specializzata nella velocità e nel salto in lungo. Compete nella categoria T37.

## Biografia
Praticante l'atletica leggera dal 2012, il suo debutto internazionale risale al 2016, quando prese parte ai Giochi paralimpici di Rio de Janeiro dove fu medaglia d'oro nel salto in lungo T37 e nella staffetta 4×100 metri T37 (in quest'ultima gara con nuovo record mondiale di categoria) e quella d'argento nei 400 metri piani T37.
Nel 2017 si laureò campionessa mondiale nel salto in lungo T37 ai campionati del mondo paralimpici di Londra, dove si classificò anche sesta nei 100 metri T37. Nel 2018 alla terza edizione dei Giochi para-asiatici si classificò prima nei 100 metri T37 e nel salto in lungo T37-T38 e seconda nei 200 e 400 metri T37.
Nel 2019 partecipò ai campionati del mondo paralimpici di Dubai dove conquistò la medaglia d'oro nei 100 e 200 metri T37 e nel salto in lungo T37, mentre fu seconda nella staffetta 4×100 metri universale (composta da uomini e donne appartenenti a diverse categorie). Durante questa stessa manifestazione batté il record del mondo dei 200 metri piani e del salto in lungo per la categoria T37.
Nel 2021 ha conquistato tre medaglie d'oro Giochi paralimpici di Tokyo nei 100 metri piani, nei 200 metri piani (siglando, in queste due occasioni, anche il record del mondo) e nel salto in lungo per la categoria T37.
Nel 2023 registra il nuovo record del mondo nel salto in lungo durante i mondiali paralimpici di Parigi, conquistando l'oro con la misura di 5,33 m. Nel 2024 vince quattro ori ai mondiali di Kōbe ed altri quattro (nei 100 metri, nei 200 metri, nel salto in lungo e nella staffetta 4x100 metri) alle Paralimpiadi di Parigi.

## Record nazionali
- 100 metri piani T37: 12"27 ( Kōbe, 21 maggio 2024)
- 200 metri piani T37: 25"75  ( Kōbe, 25 maggio 2024)
- Salto in lungo T37: 5,33 m ( Parigi, 11 luglio 2023)
- Staffetta 4×100 metri T35-T38: 50"81 ( Rio de Janeiro, 15 settembre 2016)
- Staffetta 4×100 metri universale: 45"07 ( Parigi, 6 settembre 2024)

## Progressione

### 100 metri piani T37
| Stagione | Tempo | Luogo    | Data       | Rank. Mond. |
| -------- | ----- | -------- | ---------- | ----------- |
| 2019     | 13"20 | Dubai    | 13-11-2019 | 2ª          |
| 2018     | 13"50 | Giacarta | 10-10-2018 | 2ª          |
| 2017     | 13"83 | Londra   | 22-7-2017  | 6ª          |

### 200 metri piani T37
| Stagione | Tempo | Luogo    | Data       | Rank. Mond. |
| -------- | ----- | -------- | ---------- | ----------- |
| 2019     | 27"11 | Dubai    | 15-11-2019 | 1ª          |
| 2018     | 28"95 | Giacarta | 8-10-2018  | 5ª          |

### 400 metri piani T37
| Stagione | Tempo   | Luogo          | Data       | Rank. Mond. |
| -------- | ------- | -------------- | ---------- | ----------- |
| 2018     | 1'07"04 | Giacarta       | 11-10-2018 | 6ª          |
| 2016     | 1'03"28 | Rio de Janeiro | 13-9-2016  | 2ª          |

### Salto in lungo T37
| Stagione | Misura | Luogo          | Data       | Rank. Mond. |
| -------- | ------ | -------------- | ---------- | ----------- |
| 2019     | 5,22 m | Dubai          | 10-11-2019 | 1ª          |
| 2018     | 4,65 m | Giacarta       | 12-10-2018 | 1ª          |
| 2017     | 4,97 m | Londra         | 19-7-2017  | 1ª          |
| 2016     | 5,14 m | Rio de Janeiro | 14-9-2016  | 1ª          |

## Palmarès
| Anno | Manifestazione       | Sede           | Evento                 | Risultato | Prestazione | Note                          |
| ---- | -------------------- | -------------- | ---------------------- | --------- | ----------- | ----------------------------- |
| 2016 | Giochi paralimpici   | Rio de Janeiro | 400 m piani T37        | Argento   | 1'03"28     |                               |
| 2016 | Giochi paralimpici   | Rio de Janeiro | Salto in lungo T37     | Oro       | 5,14 m      | Record mondiale               |
| 2016 | Giochi paralimpici   | Rio de Janeiro | 4×100 m T35-T38        | Oro       | 50"81       | Record mondiale               |
| 2017 | Mondiali paralimpici | Londra         | 100 m piani T37        | 6ª        | 13"83       | Miglior prestazione personale |
| 2017 | Mondiali paralimpici | Londra         | Salto in lungo T37     | Oro       | 4,97 m      | Record dei campionati         |
| 2018 | Giochi para-asiatici | Giacarta       | 100 m piani T37        | Oro       | 13"50       | Record asiatico               |
| 2018 | Giochi para-asiatici | Giacarta       | 200 m piani T37        | Argento   | 28"95       |                               |
| 2018 | Giochi para-asiatici | Giacarta       | 400 m piani T37        | Argento   | 1'07"04     |                               |
| 2018 | Giochi para-asiatici | Giacarta       | Salto in lungo T37-T38 | Oro       | 4,65 m      |                               |
| 2019 | Mondiali paralimpici | Dubai          | 100 m piani T37        | Oro       | 13"20       | Record dei campionati         |
| 2019 | Mondiali paralimpici | Dubai          | 200 m piani T37        | Oro       | 27"11       | Record mondiale               |
| 2019 | Mondiali paralimpici | Dubai          | Salto in lungo T37     | Oro       | 5,22 m      | Record mondiale               |
| 2019 | Mondiali paralimpici | Dubai          | 4×100 m universale     | Argento   | 47"40       |                               |
| 2021 | Giochi paralimpici   | Tokyo          | 100 m piani T37        | Oro       | 13"00       | Record mondiale               |
| 2021 | Giochi paralimpici   | Tokyo          | 200 m piani T37        | Oro       | 26"58       | Record mondiale               |
| 2021 | Giochi paralimpici   | Tokyo          | Salto in lungo T37     | Oro       | 5,13 m      |                               |
| 2023 | Mondiali paralimpici | Parigi         | 100 m piani T37        | Bronzo    | 13"03       |                               |
| 2023 | Mondiali paralimpici | Parigi         | 200 m piani T37        | Argento   | 26"53       | Record asiatico               |
| 2023 | Mondiali paralimpici | Parigi         | Salto in lungo T37     | Oro       | 5,33 m      | Record mondiale               |
| 2024 | Mondiali paralimpici | Kōbe           | 100 m piani T37        | Oro       | 12"27       | Record mondiale               |
| 2024 | Mondiali paralimpici | Kōbe           | 200 m piani T37        | Oro       | 25"75       | Record mondiale               |
| 2024 | Mondiali paralimpici | Kōbe           | Salto in lungo T37     | Oro       | 5,42 m      | Record dei campionati         |
| 2024 | Mondiali paralimpici | Kōbe           | 4x100 m universale     | Oro       | 45"54       | Record dei campionati         |
| 2024 | Giochi paralimpici   | Parigi         | 100 m piani T37        | Oro       | 12"52       | Record paralimpico            |
| 2024 | Giochi paralimpici   | Parigi         | 200 m piani T37        | Oro       | 25"86       | Record paralimpico            |
| 2024 | Giochi paralimpici   | Parigi         | Salto in lungo T37     | Oro       | 5,44 m      | Record paralimpico            |
| 2024 | Giochi paralimpici   | Parigi         | 4×100 m universale     | Oro       | 45"07       | Record mondiale               |